# 以科學家命名的非國際單位列表
以科學家命名的非國際單位列表列出以科學家姓名來命名的物理單位，用以紀念他們在該領域的突出貢獻。這些單位雖然非國際單位，但現在常用於科學上，並且可永久使用。其中奈培與貝爾兩非國際單位，可同時用於國際單位制上。以下列表列出所有以科學家命名的非國際單位。

## 以科學家命名的非國際單位
| 姓名                          | 生平年份            | 國籍                  | 物理量             | 單位              | 圖像 |
| ----------------------------- | ------------------- | --------------------- | ------------------ | ----------------- | ---- |
| 威廉·吉爾伯特                 | 1544–1603           | 英國（英格蘭人）      | 磁動勢             | 吉伯（Gi）        |      |
| 約翰·納皮爾                   | 1550–1617           | 英國（蘇格蘭人）      | 數量級（自然對數） | 奈培（Np）        |      |
| 伽利略·伽利萊                 | 1564–1642           | 義大利                | 加速度             | 伽（Gal）         |      |
| 埃萬傑利斯塔·托里拆利         | 1608–1647           | 義大利                | 壓強               | 托（Torr）        |      |
| 勒内·列奥米尔                 | 1683–1757           | 法國                  | 溫度               | 列氏溫標（°R）    |      |
| 加布里埃爾·華倫海特           | 1686–1736           | 波蘭-荷蘭-德國        | 溫度               | 華氏溫標（°F）    |      |
| 約翰·海因里希·朗伯            | 1728–1777           | 德國                  | 亮度               | 朗伯（L）         |      |
| 約翰·道耳頓                   | 1766–1844           | 英國（英格蘭人）      | 質量（原子）       | 道耳頓（Da或amu） |      |
| 汉斯·奥斯特                   | 1777–1851           | 丹麥                  | 磁場               | 奧斯特（Oe）      |      |
| 卡爾·弗里德里希·高斯          | 1777–1855           | 德國                  | 磁通量密度         | 高斯（G）         |      |
| 讓·倫納德·瑪麗·泊肅葉         | 1797–1869           | 法國                  | 黏度               | 泊 （P）          |      |
| 安德斯·埃格斯特朗             | 1814–1874           | 瑞典                  | 長度               | 埃格斯特朗（Å）   |      |
| 喬治·斯托克斯                 | 1818–1903           | 英國                  | 運動粘度           | 斯托克斯（St）    |      |
| 威廉·約翰·麥夸恩·蘭金         | 1820–1872           | 英國（蘇格蘭人）      | 熱力學溫度         | 蘭金溫標（°Ra）   |      |
| 詹姆斯·克拉克·馬克士威        | 1831–1879           | 英國（蘇格蘭人）      | 磁通量             | 馬克士威（Mx）    |      |
| 塞繆爾·蘭利                   | 1834–1906           | 美國                  | 輻射強度           | 蘭利（Ly）        |      |
| 恩斯特·馬赫                   | 1838–1916           | 奧地利                | 速度               | 馬赫（M）         |      |
| 約翰·斯特拉特，第三代瑞利男爵 | 1842–1919           | 英國（英格蘭人）      | 聲波阻抗           | 瑞立              |      |
| 威廉·倫琴                     | 1845–1923           | 德國                  | 游離輻射           | 倫琴（R）         |      |
| 亞歷山大·格拉漢姆·貝爾        | 1847–1922           | 英國（蘇格蘭人）-美國 | 數量級（常用對數） | 貝爾（B）         |      |
| 厄特沃什·罗兰                 | 1848–1919           | 匈牙利                | 潮汐力             | 厄缶（E）         |      |
| 海因里希·凱澤                 | 1853–1940           | 德國                  | 波數               | 凱澤              |      |
| 約瑟夫·湯姆森                 | 1856–1940           | 英國（英格蘭人）      | 荷质比             | 湯姆森（Th）      |      |
| 皮埃爾·居禮 瑪麗·居禮         | 1859–1906 1867–1934 | 法國 波蘭-法國        | 放射性             | 居里（Ci）        |      |
| 海因里希·馬謝                 | 1876–1954           | 奧地利                | 放射性             | 馬謝（ME）        |      |
| 彼得·德拜                     | 1884–1966           | 荷蘭                  | 電偶極矩           | 德拜（D）         |      |